# Koninkrijk Bohemen
Het koninkrijk Bohemen was vanaf 1198 een koninkrijk binnen het Heilige Roomse Rijk. Toen het Heilige Roomse Rijk in 1806 eindigde, werd het een onderdeel van het keizerrijk Oostenrijk. De keizer hield hierbij de titel. Na de Ausgleich werd het koninkrijk onderdeel van Cisleithanië. 
Vóór 1198 was Bohemen een hertogdom. Het hertogdom Bohemen werd in de 11e eeuw onderdeel van het Rijk. Keizer Hendrik IV verleende hertog Vratislav II in 1085 de titel van koning van Bohemen. Onder Ottokar I werd de Boheemse kroon  in 1198 erfelijk.
Onder zijn kleinzoon Ottokar II bevatte het rijk ook tijdelijk delen van Oostenrijk. Bohemen verwierf in 1335 bovendien Silezië. Intussen waren de Premysliden uitgestorven en zat het huis Luxemburg op de troon. In 1471 kwamen de Poolse Jagiellonen aan de macht.
In 1257 werd het koninkrijk aangewezen als een van de zeven keurvorstendommen binnen het Heilige Roomse Rijk  wat door de Gouden Bul van 1356 bevestigd werd zodat de koning van Bohemen  als keurvorst erkend werd. In 1348 maakte keizer Karel IV het koninkrijk het belangrijkste land binnen de Boheemse kroon.
Bohemen kwam door de dood van Lodewijk II Jagiello in 1526 aan de Habsburgers, maar bleef aanvankelijk een onafhankelijk koninkrijk. In 1618 begon in Praag de Dertigjarige Oorlog. In 1627 kwam Bohemen integraal aan Oostenrijk (vanaf 1867 Oostenrijk-Hongarije). Pas vanaf 1743, toen het Habsburgse rijk begon te centraliseren, kwam er een einde aan de autonomie van Bohemen.
Na de Eerste Wereldoorlog werd het onderdeel van de nieuw gevormde staat Tsjecho-Slowakije. Na de opsplitsing in Tsjechië en Slowakije (1 januari 1993) werd Bohemen onderdeel van Tsjechië.

## Zie verder
- Geschiedenis van de Tsjechische landen
- Lijst van heersers van Bohemen

1867–1918

In de Rijksraad vertegenwoordigde koninkrijken en landen (Cisleithanië):
hertogdom Boekovina · koninkrijk Bohemen · koninkrijk Dalmatië · koninkrijk Galicië en Lodomerië · hertogdom Karinthië · hertogdom Krain · Küstenland (vorstelijk graafschap Görz en Gradisca, markgraafschap Istrië, vrije rijksstad Triëst) · markgraafschap Moravië · Neder-Oostenrijk · Opper-Oostenrijk · hertogdom Salzburg · Tsjechisch-Silezië · hertogdom Stiermarken · vorstelijk graafschap Tirol en land Vorarlberg

De landen van de Heilige Hongaarse Stefanskroon (Transleithanië):
Fiume met gebied · koninkrijk Hongarije · koninkrijk Kroatië en Slavonië . Militaire Grens (1867-1882)

Gemeenschappelijk bestuurd: condominium Bosnië en Herzegovina (1878-1918) . Novi Pazar met gebied (1878-1908) . Karpatische passengebied (1918) . bezette zone Tianjin (1901-1917)
Voor of in 1867 opgeheven

koninkrijk Illyrië (tot 1850) · vojvodschap Servië en Temesbanaat (tot 1860) · Koninkrijk Lombardije-Venetië (tot 1866) · grootvorstendom Zevenburgen (tot 1867)